# Lucie Rault
Née en 1944, Lucie Rault est une ethnomusicologue française. Maîtresse de conférences de 1994 à 2009 au sein du département Hommes, natures et sociétés du muséum national d’histoire naturelle de Paris, elle fut responsable de la conservation des instruments de musique du département d’ethnomusicologie du musée de l'Homme de 1994 à 2000. 
Lucie Rault est spécialiste de l'étude du zheng, également appelé guzheng, une cithare chinoise et l'autrice de trois ouvrages, dont l'un a obtenu le prix Stanislas-Jullien de l’Académie des inscriptions et belles lettres.
Son livre Instruments de musique du monde publié aux éditions de La Martinière, a été traduit en anglais et en allemand.  

## Publications
- La Cithare chinoise zheng : un vol d’oies sauvages sur les cordes de soie, Editions du Léopard d’Or, Paris, 318 p.  (ISBN 2863770594). Cet ouvrage a obtenu le prix Stanislas-Jullien de l’Académie des Inscriptions et Belles Lettres. Il est la publication de La Cithare zheng 520 p., Thèse de doctorat de 3e cycle, Université de Paris X Nanterre, 1973.
- Musiques de la tradition chinoise, (Paris, Actes-Sud/cité de la musique, coll. Musiques du monde, 2000) 18 × 14 cm, 192 p. + CD (Diapason d’Or de la critique musicale). La critique de ce livre est disponible ici https://journals.openedition.org/ethnomusicologie/202
- Instruments de musique du monde, (Paris, ed. La Martinière, coll. Patrimoine, 2000) 25 × 31 cm, pp232,  (ISBN 273243678X).                            Edition anglaise de cet ouvrage : Musical Instruments: A Worldwide Survey of Traditional Music-making Musical Instruments: A Worldwide Survey of Traditional Music-making, Thames & Hudson Ltd (6 novembre 2000),  (ISBN 978-0500510353).                                               Edition allemande : Vom Klang der Welt. Vom Echo der Vorfahren zu den Musikinstrumenten der Neuzeit, Frederking & Thaler (2000),  (ISBN 3894054239)[1].